# Bent René Christensen
Bent René Christensen, també conegut com a Bent Christensen Arensøe, (Copenhaguen, Dinamarca, 4 de gener de 1967) és un futbolista danès, ja retirat, que jugava de davanter. Posteriorment, ha continuat dins del món del futbol en qualitat d'entrenador.

## Trajectòria
Christensen va començar la seua carrera amb el Brønshøj BK, el 1985. Al mateix any, va sortir de Dinamarca per recalar al Servette FC, amb el qual va guanyar la lliga suïssa d'eixe any. El 1987, va ser cedit al Vejle BK, un club del seu país. Només un any després, passa a les files del Brøndby IF, en aquella època entrenat pel seu antic tècnic al Brønshøj, Ebbe Skovdahl. Amb el Brøndby guanya els campionats de 1988, 1989, 1990 i 1991, i debuta a la selecció danesa. En aquest equip, Christensen va mostrar la seua vàlua golejadora: en 100 partits, va materialitzar fins a 62 gols, sent el màxim realitzador el 1989, 1990 i 1991, i va dur al seu club a les semifinals de la Copa de la UEFA, quan era entrenat per Morten Olsen.
L'èxit va cridar l'atenció de la resta d'Europa, i el 1991 va ser traspassat al Schalke 04, de la Bundesliga. A Alemanya no va triomfar: tot just va marcar nou gols en 49 partits. El 1993 fitxa per l'Olympiakos grec, on quatlla una temporada regular, i a l'any següent, s'incorpora a la SD Compostela, equip debutant a la lliga espanyola.
A Galícia recupera en part el bon joc que va deixar a Dinamarca, i es manté durant tres temporades sent titular i realitzat una aportació golejadora, que van contribuir al fet que un equip menor com el Compostela puga continuar a primera divisió. Deixa el club el 1997, amb 110 partits i 35 gols al seu haver.
La seua següent parada és Turquia, al Genclerbirligi, on tot just disputa una desena de partits abans de tornar a les files del Brøndby, que de nou era dirigit per Skovdahl. Amb bona eficàcia de cara a porta, Christensen guanya la lliga i la copa danesa de 1998 i apareix a la Lliga de Campions de la temporada 98/99. L'any 2000 penja les botes després de disputar uns partits amb el Brønshøj BK, el club on va iniciar la seua carrera.

### Com a tècnic
Christensen va iniciar la seua faceta tècnica a un club danès de divisions inferiors, el Værløse Boldklub, el 2003. El 2005, és fitxat pel Brøndby per fer-se càrrec del juvenil.

## Selecció
Christensen va ser 26 vegades internacional amb la selecció de futbol de Dinamarca, marcant fins a 8 gols entre 1989 i 1994.
Va formar part del combinat del seu país que va guanyar l'Eurocopa de Suècia 1992. Només va jugar els dos primers partits abans de caure lesionat i va tornar a casa abans que el seu equip aconseguira la fita. Per eixa raó, va declinar prendre part dels festejos públics per la victòria, atés que considerava que no se sentia part de l'equip guanyador.